# 金正米吉
金正 米吉（かねまさ よねきち、1892年〈明治25年〉12月8日 - 1963年〈昭和38年〉11月28日）は、大正から昭和時代の労働運動家。元日本労働組合総同盟（総同盟）会長。金正金兵衛の筆名を持つ。

## 経歴
1892年、佐賀県生まれ。尋常小学校卒。本人が生涯明らかにしなかったため、正確な本名や生年月日、生い立ちは不明である。野口義明『無産運動総闘士伝』（社会思想研究所、1931年）によれば1892年12月19日佐賀市白山町生まれ。金正が1935年に大阪市北区役所に届け出た戸籍によれば本籍地は大阪市北区高垣町、出生日は不明。金正が戦後書いた経歴によれば12月8日生まれ。各種人名事典には8月8日、または12月8日生まれと記載されている。
尋常小学校を卒業後、機関火夫となり、九州各地の炭鉱を転々とした。大阪の日本人造肥料会社で働いていた1917年友愛会大阪連合会に入会。1918年組合づくりを指導して解雇されたが、解雇予告手当14日分を勝ち取り、「解雇予告手当獲得の元祖」といわれた。1921年9月大阪合同労働組合を結成して幹事。同年総同盟大阪連合会常任書記。西尾末廣の女房役として関西同盟会や大阪連合会の会計・主事を務め、因島争議など多数の争議を指導した。1924年大阪鉄工所因島工場（のち日立造船因島工場）の因島労働組合の争議指導で検挙。1925年総同盟内左派による刷新運動に反対する大阪連合会声明の起案に参画し、同年の総同盟第1次分裂以降は一貫して反共主義・労働組合主義の立場をとった。
1929年8月本山茂貞、鈴木悦次郎、山内鉄吉、大矢省三ら総同盟大阪連合会・大阪金属の左派と対立して、西尾末廣らと大阪連合会を脱退、総同盟現実派大阪連合会を結成。同年9月に総同盟中央委員会が左派の除名、現実派大阪連合会の解散・改組を決定し、除名された左派は労働組合全国同盟を結成（総同盟第3次分裂）。1930年9月総同盟大阪連合会会長。1940年7月の総同盟解散に際しては弾圧を受けても反対との立場をとり、敗戦まで役職につかなかった。
1945年8月の敗戦直後から西尾末廣、前田種男、大矢省三らと大阪地方の労働運動再建に従事。同年10月10日の全国労働組合組織懇談会に出席し、労働組合組織中央準備委員会（11月労働組合総同盟準備会）の委員に就任。同月25日に労働組合関西地方結成懇談会をもち、準備委員会（11月労働組合総同盟関西地方準備会）の委員長に就任。1946年1月労働組合総同盟結成で中央委員。同年2月総同盟大阪連合会結成で会長。同年7月全国繊維産業労働組合同盟（全繊同盟）結成で副会長。同年8月日本労働組合総同盟（総同盟）結成で副会長。1949年11月の総同盟大会における役員選挙では落選。1950年の総評結成後は高野実派の総同盟解体方針に反対し、1951年6月松岡駒吉、菊川忠雄らと総同盟を再建、中央委員に就任。1952年8月松岡にかわって総同盟会長に就任。持株会社整理委員会委員（1946年6月-1951年7月）、国家公安委員（1948年3月-1963年7月）、世界民主研究所監事、関西労働金庫初代理事長も務めた。
1955年日本生産性本部の生産性向上運動を支持、総同盟の参加を推進し、1956年3月副会長に就任した。1958年10月国会提出の警察官職務執行法（警職法）改正案に国家公安委員として参画。警職法反対闘争が高揚する中で改正を支持して強い批判を浴びた。総同盟第13回全国大会でも総同盟会長と国家公安委員の兼任を問題視する声が上がり、11月8日に辞意を表明、1959年1月に総同盟会長を辞任した。国家公安委員、総同盟大阪連合会会長の地位には留まった。1959年臨時税制調査会委員、日本銀行参与。1963年11月28日、大阪・城北市民病院で脳内くも膜下出血のため死去、70歳。
1968年に『金正米吉遺稿・年譜』、1969年に『金正米吉追想録』（総同盟五十年史刊行委員会編）が総同盟五十年史刊行委員会から刊行された。

## 備考
- 総同盟関西同盟会機関紙『労働者新聞』に連載小説を書いたことがある[5]。
- 1958年の警職法反対闘争で総同盟内部からも会長辞任要求が出た際、総主事の古賀専の進言で自主的な辞任に至ったとされる[21]。
- 友愛会館（東京都港区芝）の入口に鈴木文治、松岡駒吉、金正米吉の3人の胸像が設置されている[22]。

## 関連文献
- 日立造船労働組合『戦前の因島労働運動史』日立造船労働組合因島支部、1965年。
- 鍋山貞親『日本の反省 鍋山貞親選集 上巻』ジャーナル社、1973年。
- 佐長史朗「金正米吉」、現代革命運動事典編集委員会編『現代革命運動事典』流動出版、1981年。
- 天池清次『労働運動の証言――天池清次 同志とともに』日本労働会館、発売：青史出版、2002年。